# Genlisea angolensis
Genlisea angolensis este o specie de plante carnivore din genul Genlisea, familia Lentibulariaceae, ordinul Lamiales, descrisă de Peter Good. Conform Catalogue of Life specia Genlisea angolensis nu are subspecii cunoscute.